# Ipochilia
La ipochilia (da "ipo" e "chilo") è una secrezione insufficiente di succo gastrico (acido cloridrico e pepsina) da parte dell'apparato digerente.
Si differenzia dall'ipocloridria in quanto in quest'ultima è carente solo la produzione di acido cloridrico da parte della mucosa gastrica.
Il paziente affetto da ipochilia soffre pertanto di una carenza di tutte le componenti del succo gastrico (o della loro completa mancanza in caso di achilia).
Bisogna però ricordare che spesso, nella pratica clinica, i termini di ipochilia e ipocloridria vengono impiegati indifferentemente, per il fatto che nella massima parte dei casi la insufficiente produzione di acido cloridrico si accompagna ad insufficiente produzione di pepsina; è infatti pratica diagnostica corrente, nello studio del succo gastrico prelevato mediante sondaggio, studiare unicamente l'acidità cloridrica libera e l'acidità combinata, considerando il contenuto in enzimi digestivi parallelo a quello di acido cloridrico.
Cause, sintomatologia e terapia delle sindromi ipochiliche sono sostanzialmente le stesse dell'ipocloridria.
| Controllo di autorità | Thesaurus BNCF 39661 |